# Kod z przesunięciem
Kod z przesunięciem (kod z obciążeniem, kod spolaryzowany, kod bias, excess-N) – sposób zapisu liczb. Opiera się na idei przyporządkowania każdej liczbie (najczęściej całkowitej) pewnej liczby nieujemnej, poprzez dodanie do zamienianej liczby pewnej wartości {\displaystyle N.} System koduje liczbę {\displaystyle -N} jako zero, jej następnik jako 1 itd., można go więc rozumieć jako funkcję liniową {\displaystyle y=x+N,} gdzie {\displaystyle y} to zapis liczby z przesunięciem, {\displaystyle x} to dane wejściowe, zaś {\displaystyle N} to wartość przesunięcia.

## Przykład
Dla liczb zapisywanych dziesiętnie z przesunięciem 5 poszczególne zapisy oznaczają liczbę z drugiej kolumny:
```
 0    -5
 1    -4
 2    -3
 3    -2
 4    -1
 5     0
 6     1
 7     2
 8     3
 9     4
10     5
```

W typowych zastosowaniach w informatyce, przy zapisie liczb w systemie binarnym łatwo jest wyznaczyć wartość optymalnego przesunięcia tak, by umożliwione było kodowanie liczb z możliwie najszerszego symetrycznego względem zera zakresu liczb. Przykładowo, zwykły zapis binarny na 4 bitach umożliwia zapis liczb z przedziału domkniętego od 0 do 15, przyjęło się więc używać przesunięcie równe 7. Przykład zapisu liczb z takiego zakresu:
```
-7   0000
-6   0001
-5   0010
...  ...
-1   0110
 0   0111
 1   1000
...  ...
 5   1100
 6   1101
 7   1110
 8   1111
```

Dla przesunięcia równego {\displaystyle 2^{n-1}-1} na {\displaystyle n} bitach można zakodować liczby z przedziału domkniętego od {\displaystyle -2^{n-1}+1} do {\displaystyle 2^{n-1}.}

## Zastosowanie
Zapis z przesunięciem jest najczęściej wykorzystywany do zapisu części wykładniczej liczb zmiennoprzecinkowych, na przykład w standardzie IEEE 754.